# Tyler Hildebrand
Tyler William Hildebrand (Mesa, 28 febbraio 1984) è un ex pallavolista e allenatore di pallavolo statunitense.
Giocava nel ruolo di palleggiatore. Svolge il ruolo di assistente allenatore per la formazione maschile della California State University, Long Beach.

## Carriera

### Giocatore
La carriera di Tyler Hildebrand inizia nel 2003 con la maglia della California State University, Long Beach, con la quale gioca fino al 2006, giungendo fino alla finale dell'edizione 2004. Nello stesso anno viene convocato in nazionale per la XXII Universiade, dove vince la medaglia di bronzo.
Tra il 2006 matura le prime esperienze da allenatore, mentre tra il 2007 inizia la carriera professionistica coi Changos de Naranjito, coi quali gioca due stagioni, vincendo la Liga Superior portoricana nella prima. Successivamente disputa una stagione col Maccabi Raanana Volleyball Club in Israele, per poi giocare col Paul Mitchell il solo campionato mondiale per club 2010 e col Club Volei Municipal Tomis Constanța per mezza stagione. Negli stessi anni colleziona medaglie d'oro con la nazionale, aggiudicandosi la Coppa panamericana 2008, 2009 e 2010. Dopo essersi dedicato esclusivamente alla nazionale, si ritira nel 2012.

### Allenatore
Dopo due brevi esperienze da allenatore tra il 2006 ed il 2007 con la Mater Dei High School ed il Golden West College, diventa assistente allenatore di Alan Knipe, ex commissario tecnico della nazionale statunitense maschile nella sua ex università, la California State University, Long Beach.

## Vita privata
È sposato con la pallavolista Kristin Richards.

## Palmarès

### Club
- Campionato portoricano: 1

2007

### Nazionale (competizioni minori)
- Universiadi 2003
- Coppa Panamericana 2008
- Coppa Panamericana 2009
- Coppa Panamericana 2010

### Premi individuali
- 2003 - National Newcomer of the Year
- 2004 - All-America First Team
- 2005 - All-America First Team
- 2006 - All-America First Team